# La Granja d’Escarp
La Granja d’Escarp település Spanyolországban, Lleida tartományban. La Granja d’Escarp Massalcoreig, Seròs, Mequinenza és Torrente de Cinca községekkel határos. Lakosainak száma 943 fő (2024).

## Népesség
A település népessége az utóbbi években az alábbiak szerint változott:
| Lakosok száma | 154  | 1244 | 1083 | 1661 | 1166 | 1045 | 984  | 972  | 936  | 943  |
|               | 1717 | 1887 | 1936 | 1960 | 1986 | 2004 | 2009 | 2014 | 2019 | 2024 |